# Turbo cornutus
Espèce
Turbo cornutus est une espèce d'escargots de mer de la famille des Turbinidae.

## Description
Turbo cornutus se caractérise par une coquille dure, ventriculaire, épineuse et non perforée dont la longueur varie entre 65 et 120 mm.

## Distribution
Cette espèce marine est présente au large du bassin des Mascareignes, des Philippines, de l'île de Jeju et de la Chine. Selon Hiroshi Fukuda (d) 2017, Turbo cornutus devrait être limité aux espèces endémiques du Sud de la Chine et de Taïwan. L'espèce présente au Japon est plutôt l'espèce Turbo sazae.

## Taxonomie
Le nom valide complet (avec auteur) de ce taxon est Turbo cornutus (Lightfoot), 1786. Le nom scientifique Turbo cornutus, signifie littéralement « turban à cornes ».
L'espèce a été initialement classée dans le genre Turbo sous le protonyme Turbo cornutus Lightfoot.
Turbo cornutus a pour synonymes :
- Turbo cornutus Lightfoot
- Batillus cornutus (Lightfoot), 1786
- Turbo brachiatus Perry, 1811
- Turbo chinensis Ozawa & Tomida, 1995
- Turbo cornutus subsp. chinensis Ozawa & Tomida, 1995
- Turbo cornutus subsp. cornutus
- Turbo cornutus (Lightfoot), 1786
- Turbo siamea Röding, 1798